# Irina Starych

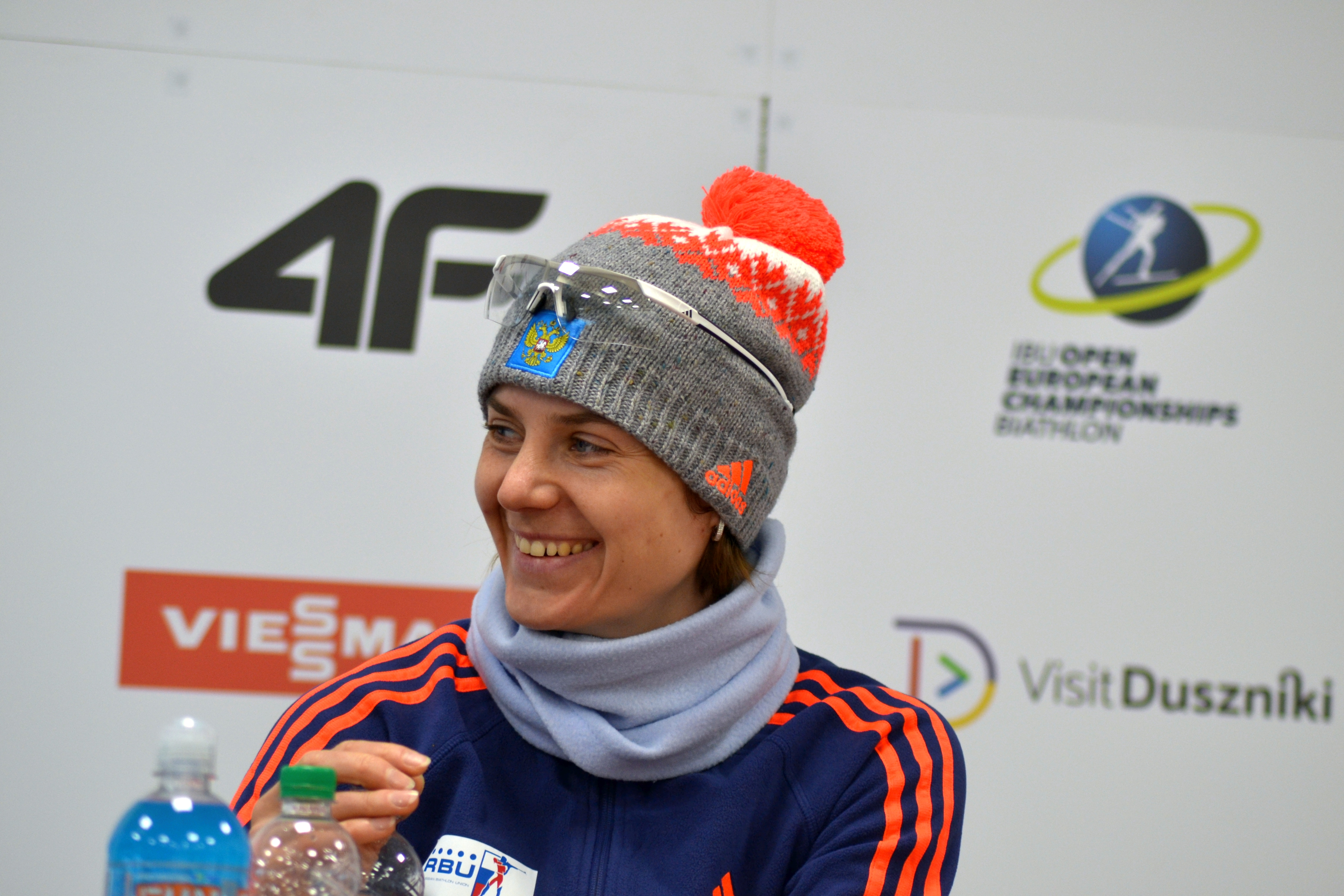
Starych 2017

Irina Starych (ryska: Ирина Александровна Старых), född Maximova 26 augusti 1987 i Kurgan i Sovjetunionen, är en rysk skidskytt som har tävlat i världscupen sedan 2 mars 2013. Hon har dock varit aktiv som skidskytt sedan 2004.
Starych främsta resultat i världscupsammanhang är en andra- och en tredjeplats från säsongen 2013/2014. Hon var även med i det ryska laget som vann stafetten den 8 januari 2014 i tyska Ruhpolding .
Hon har vunnit fyra JVM-medaljer, ett brons och tre silver.
En vecka innan de olympiska vinterspelen 2014 testades hon positivt för dopning och fick inte delta i spelen .

## Pallplatser i världscupen

### Individuellt (2)
| Datum            | Ort        | Disciplin | Placering |
| ---------------- | ---------- | --------- | --------- |
| 6 december 2013  | Hochfilzen | Sprint    | Trea      |
| 15 december 2013 | Annecy     | Jaktstart | Tvåa      |

### Stafett (1)
| Datum          | Ort        | Disciplin | Placering |
| -------------- | ---------- | --------- | --------- |
| 8 januari 2014 | Ruhpolding | Stafett   | Etta      |